# Campionati mondiali di freestyle 1997
I Campionati mondiali di freestyle 1997 sono stati la 7ª edizione della manifestazione. Si sono svolti a Nagano, in Giappone, dal 4 al 9 febbraio 1997. 

## Risultati

### Uomini

#### Salti
| Posizione | Atleta           | Nazione     | Punti  |
| 1         | Nicolas Fontaine | Canada      | 254,97 |
| 2         | Eric Bergoust    | Stati Uniti | 245,63 |
| 3         | Andy Capicik     | Canada      | 235,38 |

Data: 9 febbraio 1997

#### Gobbe
| Posizione | Atleta            | Nazione | Punti |
| 1         | Jean-Luc Brassard | Canada  | 27,52 |
| 2         | Stéphane Rochon   | Canada  | 26,00 |
| 3         | Jesper Rönnbäck   | Svezia  | 25,43 |

Data: 8 febbraio 1997

#### Balletto
| Posizione | Atleta            | Nazione     | Punti |
| 1         | Fabrice Becker    | Francia     | 26,89 |
| 2         | Ian Edmondson     | Stati Uniti | 26,39 |
| 3         | Heini Baumgartner | Svizzera    | 25,39 |

Data: 7 febbraio 1997

### Donne

#### Salti
| Posizione | Atleta           | Nazione   | Punti  |
| 1         | Kristie Marshal  | Australia | 197,91 |
| 2         | Michèle Rohrbach | Svizzera  | 177,84 |
| 3         | Veronica Brenner | Canada    | 176,78 |

Data: 9 febbraio 1997

#### Gobbe
| Posizione | Atleta              | Nazione     | Punti |
| 1         | Candice Gilg        | Francia     | 24,84 |
| 2         | Donna Weinbrecht    | Stati Uniti | 24,60 |
| 3         | Tatjana Mittermayer | Germania    | 24,19 |

Data: 8 febbraio 1997

#### Balletto
| Posizione | Atleta           | Nazione | Punti |
| 1         | Oksana Kuschenko | Russia  | 25,80 |
| 2         | Åsa Magnusson    | Svezia  | 25,25 |
| 3         | Annika Johansson | Svezia  | 25,25 |

Data: 7 febbraio 1997

## Medagliere
| Pos.   | Paese       | Oro | Argento | Bronzo | Totale |
| ------ | ----------- | --- | ------- | ------ | ------ |
| 1      | Canada      | 2   | 1       | 2      | 5      |
| 2      | Francia     | 2   | 0       | 0      | 2      |
| 3      | Australia   | 1   | 0       | 0      | 1      |
| 3      | Russia      | 1   | 0       | 0      | 1      |
| 5      | Stati Uniti | 0   | 3       | 0      | 3      |
| 6      | Svezia      | 0   | 1       | 2      | 3      |
| 7      | Svizzera    | 0   | 1       | 1      | 2      |
| 8      | Germania    | 0   | 0       | 1      | 1      |
| Totale | Totale      | 6   | 6       | 6      | 18     |